# Enzesfeld-Lindabrunn
Enzesfeld-Lindabrunn là một thị trấn ở huyện Baden trong bang Niederösterreich ở nước Áo. Đô thị này có diện tích 15,78 km², dân số năm 2001 là 4070 người.